# Municipio de Jordan (condado de Northumberland)
El municipio de Jordan  (en inglés: Jordan Township) es un municipio ubicado en el condado de Northumberland en el estado estadounidense de Pensilvania. En el año 2000 tenía una población de 761 habitantes y una densidad poblacional de 17 personas por km².

## Geografía
El municipio de Jordan se encuentra ubicado en las coordenadas 40°40′00″N 76°45′59″O / 40.66667, -76.76639.

## Demografía
Según la Oficina del Censo en 2000 los ingresos medios por hogar en la localidad eran de $42,500 y los ingresos medios por familia eran $45,625. Los hombres tenían unos ingresos medios de $29,375 frente a los $21,023 para las mujeres. La renta per cápita para la localidad era de $16,839. Alrededor del 4,7% de la población estaban por debajo del umbral de pobreza.